# 장암 북고리 고인돌
장암 북고리 고인돌은 충청남도 부여군 장암면에 있다. 2001년 1월 3일 부여군의 향토문화유산 제38호로 지정되었다.